# Record italiani del pattinaggio velocità
Di seguito le tabelle riassuntive dei record italiani del pattinaggio di velocità

## Uomini
| Distanza                        | Record     | Atleta                                           | Data                | Evento                     | Luogo          | Note   |
| ------------------------------- | ---------- | ------------------------------------------------ | ------------------- | -------------------------- | -------------- | ------ |
| 500 metri                       | 34.45      | David Bosa                                       | 10 dicembre 2021    | Coppa del mondo            | Calgary        | [ 1 ]  |
| 500 metri × 2                   | 70.16      | Ermanno Ioriatti                                 | 13 marzo 2011       | Mondiali distanza singola  | Inzell         | [ 2 ]  |
| 1000 metri                      | 1:07.40    | David Bosa                                       | 5 dicembre 2021     | Coppa del mondo            | Salt Lake City | [ 3 ]  |
| 1500 metri                      | 1:43.48    | Enrico Fabris                                    | 11 dicembre 2009    | Coppa del mondo            | Salt Lake City | [ 4 ]  |
| 3000 metri                      | 3:39.07    | Davide Ghiotto                                   | 15 ottobre 2017     | Gara internazionale        | Inzell         | [ 5 ]  |
| 5000 metri                      | 6:06.06    | Enrico Fabris                                    | 12 dicembre 2009    | Coppa del mondo            | Salt Lake City | [ 6 ]  |
| 10000 metri                     | 12:45.98   | Davide Ghiotto                                   | 11 febbraio 2022    | Giochi olimpici            | Pechino        | [ 7 ]  |
| Sprint a squadre (3 giri)       | 1:21.10    | Jeffrey Rosanelli Mirko Giacomo Nenzi David Bosa | 8 gennaio 2022      | Campionati europei         | Heerenveen     | [ 8 ]  |
| Inseguimento a squadre (8 giri) | 3:36.54    | Andrea Giovannini Nicola Tumolero Ricardo Bugari | 8 dicembre 2017     | Coppa del mondo            | Salt Lake City | [ 9 ]  |
| Combinata sprint                | 138.610 p. | David Bosa                                       | 25–26 febbraio 2017 | Mondiali sprint            | Calgary        | [ 10 ] |
| Combinata piccola               | 154.309 p. | Andrea Giovannini                                | 22–24 febbraio 2013 | Campionati mondiali junior | Collalbo       |        |
| Combinata grande                | 147.216 p. | Enrico Fabris                                    | 18–19 marzo 2006    | Campionati mondiali        | Calgary        | [ 11 ] |

## Donne
| Distanza                        | Record     | Atleta                                                    | Data                       | Evento                    | Luogo          | Note   |
| ------------------------------- | ---------- | --------------------------------------------------------- | -------------------------- | ------------------------- | -------------- | ------ |
| 500 metri                       | 37.86      | Chiara Simionato                                          | 20 novembre 2005           | Coppa del mondo           | Salt Lake City | [ 12 ] |
| 500 metri × 2                   | 76.44      | Chiara Simionato                                          | 10 marzo 2007              | Mondiali distanza singola | Salt Lake City | [ 13 ] |
| 1000 metri                      | 1:13.47    | Chiara Simionato                                          | 11 novembre 2007           | Coppa del mondo           | Salt Lake City | [ 14 ] |
| 1500 metri                      | 1:52.23    | Francesca Lollobrigida                                    | 5 dicembre 2021            | Coppa del mondo           | Salt Lake City | [ 15 ] |
| 3000 metri                      | 3:54.43    | Francesca Lollobrigida                                    | 10 dicembre 2021           | Coppa del mondo           | Calgary        | [ 16 ] |
| 5000 metri                      | 6:51.76    | Francesca Lollobrigida                                    | 10 febbraio 2022           | Giochi olimpici           | Pechino        | [ 17 ] |
| 10000 metri                     |            |                                                           |                            |                           |                |        |
| Sprint a squadre (3 giri)       | 1:28.18    | Yvonne Daldossi Noemi Bonazza Francesca Bettrone          | 7 febbraio 2019            | Mondiali distanza singola | Inzell         | [ 18 ] |
| Inseguimento a squadre (6 giri) | 3:00.83    | Francesca Bettrone Francesca Lollobrigida Paola Simionato | 17 novembre 2013           | Coppa del mondo           | Salt Lake City | [ 19 ] |
| Combinata sprint                | 150.670 p. | Chiara Simionato                                          | 22–23 gennaio 2005         | Mondiali sprint           | Salt Lake City | [ 20 ] |
| Combinata mini                  | 163.979 p. | Chiara Simionato                                          | 15–16 novembre 2003        | Coppa del mondo           | Erfurt         |        |
| Combinata piccola               | 162.263 p. | Francesca Lollobrigida                                    | 29 febbraio – 1 marzo 2020 | Campionati mondiali       | Hamar          | [ 21 ] |